# 조엘 맥크리어
조엘 매크레이(Joel McCrea, 1905년 11월 5일 ~ 1990년 10월 20일)는 미국의 배우, 영화배우, 텔레비전 배우이다.
캘리포니아주에서 태어났으며 우들랜드힐스에서 사망하였다. 사인은 폐렴이다.

## 영화
- 프레스턴 스터제스 (1990년) - 본인 역
- 하오의 결투 (1962년)
- 위치타 (1955년)
- 스트레인저 온 호스백 (1955년)
- 스타스 인 마이 크라운 (1950년)
- 콜로라도 테리토리 (1949년)
- 황혼의 결투 (1946년)
- 언씬 (1945년)
- 한 여자와 두 남자 (1943년) - 조 카터 역
- 영웅의 여자 (1942년)
- 팜 비치 스토리 (1942년)
- 설리반의 여행 (1942년)
- 해외 특파원 (1940년) - 조니 존스 역
- 유니언 퍼시픽 (1939년)
- 출입 금지 (1937년) - 데이브 역
- 컴 앤 겟 잇 (1936년)
- 이 세 사람 (1936년) - 조셉 카딘 박사 역
- 우리의 꼬마 소녀 (1935년)
- 프라이빗 월드 (1935년)
- 바르바리 해안 (1935년)
- 라커바이 (1932년)
- 위험한 게임 (1932년)
- 천국의 새 (1932년)
- 걸스 어바웃 타운 (1931년)
- 소 디스 이즈 칼리지 (1929년)